# 2010年冬季残疾人奥林匹克运动会俄罗斯代表团
2010年冬季残疾人奥林匹克运动会俄罗斯代表团是俄罗斯派出的2010年冬季残疾人奥林匹克运动会代表团。获得12枚金牌、16枚银牌和10枚铜牌。